# Pyrgilauda
Pyrgilauda (sneeuwvinken) is een geslacht van zangvogels uit de familie mussen (Passeridae).

## Soorten
Het geslacht kent de volgende soorten:
- Pyrgilauda blanfordi – Blanfords sneeuwvink
- Pyrgilauda davidiana – Pater Davids sneeuwvink
- Pyrgilauda ruficollis – Roodhalssneeuwvink
- Pyrgilauda theresae – Afghaanse sneeuwvink